# Den bedste af alle verdener
Den bedste af alle verdener er en dansk børnefilm fra 1994 med instruktion og manuskript af Per Tønnes Nielsen.

## Handling
Lille Henrik Petersen vil helst bare læse og i det hele taget være i fred, men hans omgivelser plager ham, og han må finde sig i mange ydmygelser. Indtil han opdager, at han har en overnaturlig evne. Han kan få folk til at forsvinde. Og så ryger alle hans plageånder, og han stormer succesfuldt mod samfundets top. Han bliver statsminister, og en dag bruger han sin evne til at opnå den definitive tilfredshed.